# Амурлаг (1938—1941)
Амурлаг (Амурський залізничний виправно-трудовий табір) (рос. Амурский железнодорожный исправительно-трудовой лагерь) — підрозділ, що діяв у структурі Головного управління виправно-трудових таборів Народного комісаріату внутрішніх справ СРСР (ГУЛАГ НКВС).

## Історія
Амурлаг виділений в самостійний підрозділ в структурі НКВС в 1938 на базі розформованого в тому ж році Бамлагу. Управління Амурлагу розташовувалося в місті Свободний (нині Амурська область). В оперативному командуванні він підпорядковувався Управлінню залізничного будівництва Далекосхідного головного управління виправно-трудових таборів НКВС (УЖДС ДВ ГУЛАГ) (рос.).
Максимальна одноразова кількість ув'язнених могла досягати понад 125 000 осіб.
Амурлаг розформовано на початку 1941 року і частина його таборів увійшли до складу Бурейського виправно-трудового табору та Свободненського виправно-трудового табору.

## Виробництво
Основним видом виробничої діяльності ув'язнених Амурлага було залізничне будівництво.

## Відомі ув'язнені
- Старостін Микола Петрович — відомий радянський футболіст і хокеїст,
- Цвєтаєва Анастасія Іванівна — поетеса.